# Buzan
Buzan település Franciaországban, Ariège megyében. Lakosainak száma 40 fő (2022. január 1.). Buzan Aucazein, Balaguères, Illartein, Orgibet, Saint-Jean-du-Castillonnais, Villeneuve, Fougaron és Urau községekkel határos.

## Népesség
A település népességének változása:
| Lakosok száma | 64   | 51   | 50   | 27   | 28   | 28   | 29   | 26   | 25   | 40   |
|               | 1968 | 1982 | 1990 | 2006 | 2013 | 2015 | 2017 | 2019 | 2020 | 2022 |